# 青年奥林匹克公园
青年奥林匹克公园（英語：Youth Olympic Park），是新加坡的第一个艺术公园，位于莱佛士大街与海湾桥梁交界处。

## 历史
青年奥林匹克公园为培养当地民众更浓厚的的社区所有感，同时连通当地至滨海湾而建造。公园因首届青年奥林匹克运动会（2010年夏季青年奥运会）举办而得名。2010年7月，为了深入改善环境，公园安装了以奥林匹克为主题的艺术设施。

## 现状
该公园提供阴凉的休憩处和一个良好的摄影点。公园内有木板道连接公园与滨海宝龙坊，并且有螺旋桥通往滨海湾金沙综合度假胜地。

## 景点
- 通向螺旋桥入口的大石阶，可以在这里读到阿曼达·崇的诗作《狮心》。
- 迷宫，受安尼科特·恰范的作品启发而建造。迷宫的中央有一个受乔伊斯·谢的画作启发而作的4.5米高的假山雕塑。还有一个石墙，由当地青少年在上面画上鱼尾狮、海湾滨海艺术中心剧院和组屋等新加坡著名地标。
- “情绪光景”，由肯尼斯·谭先生提出，这是一个“跳房子”式的互动板砖，当踩上去时会发光。

- “色带椅”，由Lui Honfay设计。
- 新加坡第一届夏季青奥会火炬和奖牌获得者清单展示。
- 各国人士的摄影。

## 附近交通
- 宝门廊地铁站